# Openbaar Vervoer Collectie Nederland
Openbaar Vervoer Collectie Nederland (OVCN) is een museumorganisatie die autobussen uit het Nederlandse openbaar vervoer en aanverwante zaken bewaart.
Het museum bewaart zijn collectie in vijf verschillende stallingen verspreid over Nederland. De activiteiten bestaan voornamelijk uit het aankopen, restaureren, onderhouden en rijden van museale ritten. Het gaat hierbij vooral het rijden van excursies gericht op de historie van het openbaar vervoer.
De hoofdvestiging is in Sonnega (Friesland).

## Geschiedenis
De OVCN is ontstaan op 1 oktober 2018 door de samenvoeging van 3 reeds bestaande organisaties, namelijk:
- Stichting Standaard Streekbus (2008-2018)
- Stichting Autobus Behoud (2015-2018)
- Stichting Youngtimerbussen (2010-2018)

Na een jarenlange samenwerking is besloten tot fusie. Technisch gezien is de juridische entiteit nog altijd 'Stichting Standaard Streekbus' en is 'OVCN' toegevoegd als merknaam. Het eigen onderhoudsbedrijf/technische dienst heet 'SSS techniek' en blijft als zodanig bestaan. SSS techniek beheert alle gereedschappen en het onderdelenmagazijn. Tevens zijn hier een aantal activiteiten in ondergebracht zoals gebouwenbeheer en het beheer van het Combofoon-systeem.

## Over OVCN
De OVCN staat geregistreerd als officieel goed doel volgens het ANBI-systeem.
Alle bussen, gereedschappen, onderdelen en documentatie zijn volledig eigendom van de stichting.
Het bestuur bestaat uit zes mensen. Voor elk voertuig bestaat een werkgroep. De werkgroep stemt met het bestuur de werkwijze af.
De OVCN is lid van de ESO en FEHAC. De collectie van de OVCN staat geregistreerd in het Nationaal Register Mobiel Erfgoed.

## Collectie
| Bouwjaar | Nummer                | Merk            | Carrosserie                    | Maatschappij                                         | Toelichting                                                                                          | Afbeelding |
| -------- | --------------------- | --------------- | ------------------------------ | ---------------------------------------------------- | --- | --- |
| 1954     | 61                    | Leyland         | Roset                          | Maarse & Kroon                                       | | |
| 1959     | 182                   | Leyland         | Verheul                        | Maarse & Kroon                                       | In 2012 overgenomen van MUSA, Amsterdam.                                                             | |
| 1973     | 110                   | DAF             | CSA-I                          | GVB Amsterdam                                        | In 2013 overgenomen van MUSA, Amsterdam.                                                             | |
| 1976     | 2751                  | Leyland         | Den Oudsten Standaardstreekbus | GADO                                                 | In 2017 overgenomen van Museum 'Van alles en nog wat', Nieuwkoop.                                    | |
| 1976     | 6679                  | DAF             | Den Oudsten Standaardstreekbus | NZH                                                  | | |
| 1977     | 567                   | Mercedes-Benz   | CSA-I                          | GVB (Amsterdam)                                      | Gelede bus. In 2020 overgenomen van BRAM, Amsterdam.                                                 | |
| 1980     | 6482                  | DAF             | Den Oudsten Standaardstreekbus | GADO                                                 | In 2023 overgenomen van een particulier.                                                             | |
| 1980     | 8910                  | DAF             | Den Oudsten Standaardstreekbus | NZH                                                  | In 2019 overgenomen van Streekbusmuseum Hoeksche Waard.                                              | |
| 1982     | 378                   | DAF             | CSA-I                          | GVU                                                  | In 2017 overgenomen van Museum 'Van alles en nog wat', Nieuwkoop.                                    | |
| 1985     | 9916                  | DAF             | Den Oudsten Standaardstreekbus | GSM, GVM, Oostnet, Syntus                            | | |
| 1986     | 404                   | DAF             | Hainje HD-8                    | GVU                                                  | In 2020 overgenomen van Stichting 'Beter de Bus', Utrecht.                                           | |
| 1987     | 438                   | DAF             | Den Oudsten                    | BBA                                                  | | |
| 1987     | 478                   | DAF             | CSA-II                         | HTM                                                  | In 2013 overgenomen van Het Nederlandse Rode Kruis, afdeling Monster.                                | De Haagse CSA-II bus HTM 478 en de Amsterdamse CSA-II bus GVB 373 van Stichting BRAM tijdens de viering, te Den Haag, van 50 jaar Standaard Stadsbussen in Nederland in 2016. |
| 1987     | 373                   | DAF             | CSA-II                         | GVB (Amsterdam)                                      | In 2020 overgenomen van BRAM, Amsterdam.                                                             | |
| 1987     | 3821                  | DAF             | Den Oudsten                    | FRAM, VEONN, Arriva, Coulant                         | In 2012 gekocht voor € 38,21 van Coulant Touring.                                                    | |
| 1987     | 7089                  | Volkswagen      | Den Oudsten                    | Verenigde Autobus Diensten VAD, Midnet               | | |
| 1988     | 3121                  | DAF             | Hainje CAOV                    | Zuidooster, Hermes                                   | In 2024 overgenomen van het Nationaal Openbaar Vervoer Museum                                        | |
| 1988     | 6580                  | DAF             | Den Oudsten B86                | Westnederland, ZWN, Connexxion                       | In 2024 overgenomen van het NZH-museum.                                                              | |
| 1989     | 4169                  | DAF             | Den Oudsten B88                | Verenigde Autobus Diensten VAD, Midnet, Connexxion   | In 2023 overgenomen van Stichting Veteraan Autobussen                                                | |
| 1990     | 4408                  | Mercedes-Benz   | Mercedes-Benz O405             | ZWN, Connexxion                                      | | |
| 1991     | 4601                  | DAF             | Den Oudsten B88                | Drentse Vervoer Maatschappij, DVM-NWH, VEONN, Arriva | | |
| 1997     | 7799                  | Mercedes-Benz   | Mercedes-Benz O405 G           | VTF (D)                                              | Wordt in ZWN-uitvoering gebracht.                                                                    | |
| 1997     | 2151                  | Berkhof         | Berkhof Premier                | NZH, Connexxion                                      | | |
| 1998     | 2232                  | DAF             | Den Oudsten B96                | ZWN, Connexxion, Thales                              | | |
| 1998     | 2311                  | Mercedes-Benz   | Mercedes-Benz O408             | ZWN, Connexxion                                      | | |
| 1999     | 156                   | DAF             | Berkhof Jonckheer              | GVB (Amsterdam)                                      | In 2020 overgenomen van BRAM, Amsterdam.                                                             | De GVB 156 bij het Haarlemmermeerstation) |
| 1999     | 9056                  | Volvo           | Berkhof Duvedec geleed         | NZH, Connexxion                                      | | |
| 1999     | 9069                  | Volvo           | Berkhof Duvedec geleed         | Connexxion                                           | | |
| 2001     | 2879                  | DAF             | Den Oudsten B96                | Connexxion                                           | | |
| 2003     | 1451                  | Berkhof         | Berkhof Ambassador             | Syntus                                               | | |
| 2003     | 6261                  | Wrightbus       | Wright Commander               | Arriva                                               | | |
| 2004     | 168                   | Van Hool        | Van Hool A330                  | Veolia Transport                                     | Overgenomen van Kamp Westerbork                                                                      | |
| 2004     | 556                   | Mercedes-Benz   | Mercedes-Benz Citaro           | Arriva                                               | | |
| 2005     | 8795                  | VDL Berkhof     | Berkhof Ambassador             | Connexxion                                           | | |
| 2005     | 9175                  | Mercedes-Benz   | Mercedes-Benz Citaro G         | Connexxion                                           | | |
| 2009     | 3175                  | Mercedes-Benz   | Mercedes-Benz Citaro LE        | Qbuzz                                                | In 2024 overgenomen van een Duitse handelaar na een periode voor Duitse eigenaren te hebben gereden. | |
| 2010     | 4015                  | VDL Bus & Coach | Berkhof Ambassador             | Syntus Overijssel                                    | | |
| 2013     | 3196                  | VDL Bus & Coach | VDL CItea LLE-120              | Syntus Twente                                        | | |
| 1957     | nummerloze locomotief | DIEMA           | DIEMA DS 16                    | OVB                                                  | Dit was tot 2016 de locomotief van Verkeerspark Assen.                                               | |